# Paraclius elongatus
Paraclius elongatus är en tvåvingeart som beskrevs av Van Duzee 1930. Paraclius elongatus ingår i släktet Paraclius och familjen styltflugor. Inga underarter finns listade i Catalogue of Life.